# 合江節孝坊群
合江節孝坊群位於四川省瀘州市合江縣，文物遺址年代判定為清。2012年7月16日公佈為第八批四川省文物保護單位。

## 簡介[2]
合江節孝坊群共三座，位於四川省瀘州市合江縣五通鎮（五通焦劉氏節孝牌坊）、鳳鳴鎮（鳳鳴之子灘節孝牌坊）、虎頭鄉（虎頭河壩節孝牌坊），均為清代建造於場口市井或交通要道上。其形制結構相似，均為仿木石結構，4柱3間，牌坊上刻有碑記、匾額、對聯。合江節孝坊群是研究合江地方歷史文化、著名人物事蹟和封建禮教的重要實物資料，具有一定的歷史價值。